# 武汉文化
武漢文化是指中國湖北省武漢市在長期歷史發展中形成的獨特地域文化，融合了楚文化、中原文化以及近代以來的工業文化與商業文化的特徵。武漢作為長江中游的重要城市，自古以來便是南北文化交匯之地，擁有深厚的歷史文化底蘊和多元的文化特色。
武漢文化體現在語言、飲食、建築、民俗以及文學藝術等多個方面。當地以武漢話為主要交流語言，屬於西南官話的一支，具有濃郁的地方特色。此外，武漢的飲食文化以「過早」小吃聞名，如熱乾麵和豆皮等，反映了市民生活的樸實與熱情。近代以來，武漢作為洋務運動的重要基地，形成了獨特的租界文化和工業遺跡，如漢口租界和漢陽鐵廠。
武漢還是辛亥革命的首義之地，武昌起義開啟了中國近代史的新篇章，因此具有重要的革命文化意義。當代武漢文化則融合了傳統與現代，黃鶴樓、東湖等名勝古跡與現代化的光谷科技產業並存，展現了城市的多元魅力。

## 节日
有武汉国际旅游节、武汉国际杂技艺术节、武汉国际渡江挑战赛暨武汉渡江节等。武汉文化底蕴深厚，有"京剧之母"美誉的汉剧，便鼎盛于汉口, 最终与徽剧合流, 诞生了国粹京剧。

## 城市纪念日
| 日期     | 名称       | 备注                                                   |
| -------- | ---------- | ------------------------------------------------------ |
| 10月25日 | 武汉市耻日 | 1938年武汉沦陷日。自2004年起，每年10月25日试鸣防空警报 |

## 媒体
| 名称                           | 类型 | 备注                       |
| 湖北日报、楚天都市报、楚天金报 | 报纸 | 湖北日报报业集团，全省覆盖 |
| 长江日报、武汉晚报、武汉晨报   | 报纸 | 长江日报报业集团           |
| 长江商报                       | 报纸 | 湖北长江出版集团           |
| 湖北电视台                     | 电视 | 全省覆盖                   |
| 湖北经济电视台                 | 电视 | 全省覆盖                   |
| 武汉电视台                     | 电视 | 7个频道                    |
| 武汉教育电视台                 | 电视 |                            |
| 湖北人民广播电台               | 电台 | 全省覆盖                   |
| 楚天广播电台                   | 电台 | 全省覆盖                   |
| 武汉人民广播电台               | 电台 |                            |
| 读者文摘                       | 杂志 |                            |
| 知音                           | 杂志 | 知音杂志社，全国覆盖       |
| 特别关注                       | 杂志 | 湖北日报报业集团，全省覆盖 |
| 前卫                           | 杂志 |                            |
| 爱你                           | 杂志 |                            |
| 大武汉                         | 杂志 |                            |

## 体育
武漢擁有原國家體委直屬的體育專業高等學府武漢體育學院。
武汉拥有武汉光谷球队。武汉职业足球俱乐部成立于1994年，球市最火爆的1997年、2004至2005年间，曾被誉为“金牌球市”。2005年武汉队教练裴恩才被抽调担 任中国女足教练，加上武汉队之后成绩欠佳，球市从此逐渐冷清下来。2006年10月，武汉雅琪冲击甲级联赛失败。2007年，由于资金问题，武汉雅琪放弃参加乙级联赛。同年，志在冲甲并且聘请迟尚斌作为总教练的湖北警院队由于在中国足协组织的体能测试中无一人过关而没有取得参赛资格。
- 中国足球超级联赛：湖北武汉职业足球俱乐部已正式宣布退出2008年中超联赛，此后注销。
- 中国足球甲级联赛：武汉卓尔职业足球俱乐部
- 中国足球乙级联赛：三大康天职业足球俱乐部曾参加2010年中乙联赛。2010年俱乐部投入重金，多方招兵买马，请来湖北名帅殷立华执教，但球队在联赛开局即遭三连败。殷立华主动请辞下课。现中乙联赛无注册地设在武汉的参赛球队。
- 中国足球协会业余联赛：武汉市宏兴柏润足球俱乐部成立于1982年，为中国足球协会业余联赛的参赛球队。2016年因发生球员殴打江苏苏宁球员事件，被注销注册资格，部分球员被禁赛，未被禁赛的球员则加入新组建的武汉楚风合力业余足球俱乐部。
- 全国围棋男子甲级队联赛：武汉华夏学院队（该队有著名棋手马晓春加盟）
- 中国排球男子甲级联赛：湖北航宇队以替补身份参加09-10赛季中国排球甲级联赛
- 武汉网球公开赛
- 武汉2019世界军人运动会

## 方言
武汉地处中部地区，各种方言交汇形成了特别的武汉话。武汉话是大部分武汉城区居民的母语，也通行于整个武汉市乃至武汉城市圈。
武汉话在方言学的分类系谱上，属于官话方言（又叫北方方言）中的西南官话，与成都方言、重庆方言、贵州方言等同属一个系谱，也是西南官话地理分布上的最东端，东南端被临界的湘方言、赣方言、官话江淮方言等所包围。
近年，普通话极为强烈地影响武汉话，致使武汉方言较有特色的语音、语法、词汇现象大幅被普通话所取代，形成新的武汉话，这在高校密集的地区尤为普遍。新的武汉话在某种程度上可以理解为改变调值的普通话。
武汉艺术家夏雨田用“办事脑子灵，说话喉咙喳”来形容武汉话。由于政府的大力推广，普通话自解放后即开始影响武汉话的语音，目前尤为明显。同时，武汉还有“弯管子普通话”，即把武汉话套上普通话的调值，这种语言通常是调侃而用。武汉有电视台开辟了方言节目，比如“经视故事会”、“新闻故事会”和“都市茶座”等。

## 饮食
武汉有“早尝户部巷，夜吃吉庆街”之说。

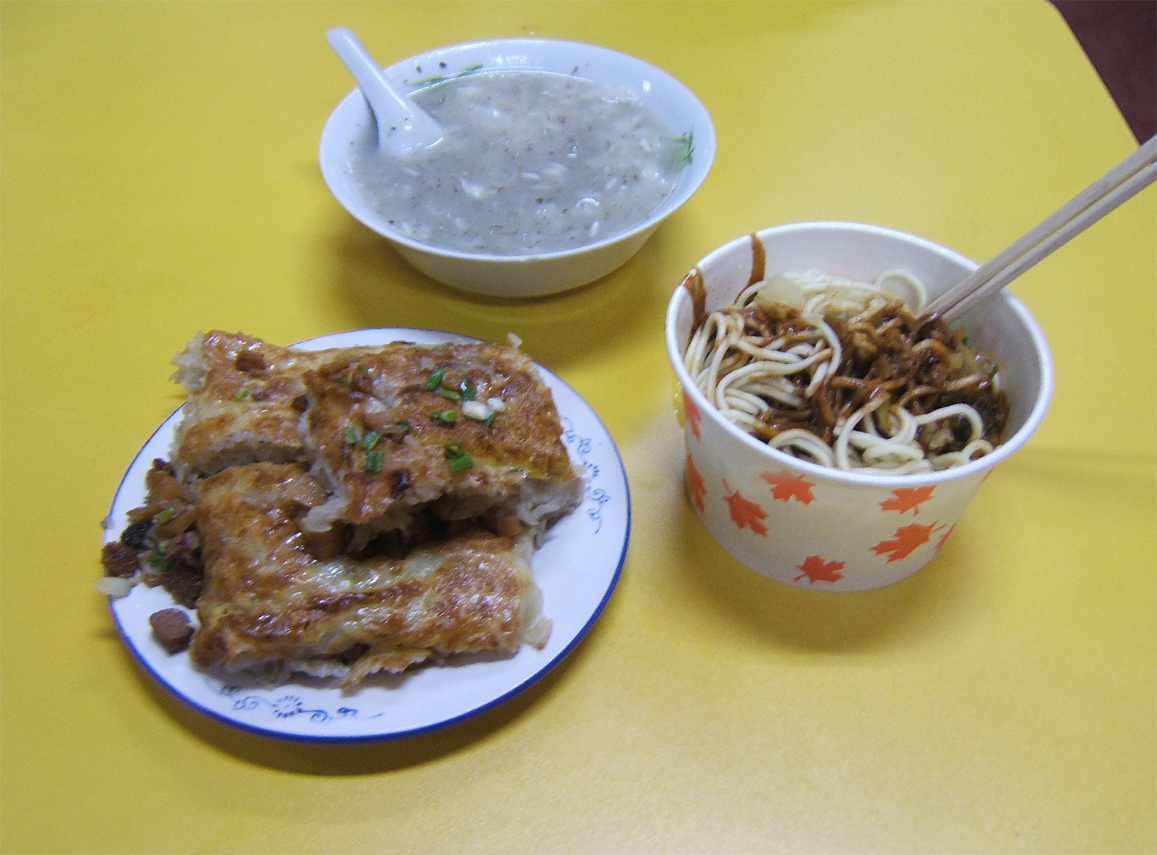
武汉小吃，豆皮（左下）；热干面（右下）；桂花糊米酒（上）

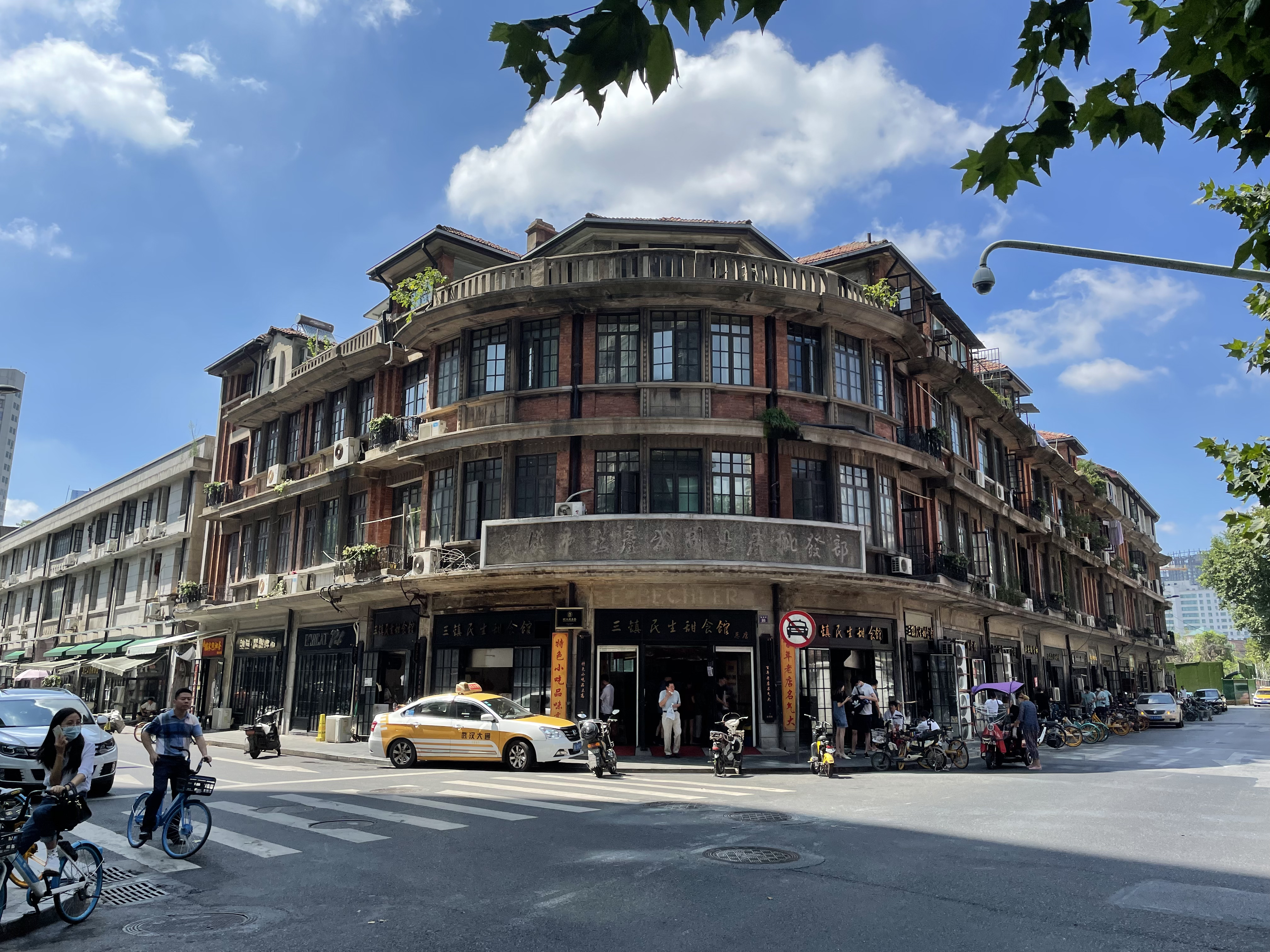
漢口勝利街的三鎮民生甜食館

早是指武汉的“过早”。过早是湖北地区对吃早餐的俗称，尤以武汉为主，襄阳，宜昌等地也有此俗称。在武汉，因受到地理环境与经济活动的影响，有出门“过早”的习惯。而“过早”这一词汇最早出现在清代道光年间的《汉口竹枝词》中。在武汉，过早所吃的食物被称为“早点”。武汉的早点种类繁多、做法巧妙、价格平易、分量较足。
武汉作家池莉曾经在其作品《热也好 冷也好 活着就好》里谈及过武汉的早点：
老通城的豆皮，一品香的一品大包，蔡林记的热干面，谈炎记的水饺，田恒启的糊汤米粉，厚生里的什锦豆腐脑，老谦记的牛肉枯炒豆丝，民生食堂的小小汤圆，五芳斋的麻蓉汤圆，同兴里的油香，顺香居的重油烧梅，民众甜食的汰汁酒，福庆和的牛肉米粉……
武汉四大名早点，依次是蔡林记的热干面、五芳斋的汤圆、四季美的汤包、老通城的豆皮。
其他的特色小吃有面窝、糊汤粉、欢喜坨、糯米鸡 (武汉)等等。更有多种汤粉、面条、蒸饺、包子，等等。
夜是指吃“夜宵”。20世纪八九十年代，空调还未普及。生活在三大火炉之一的武汉人，在晚饭后有上街乘凉的习惯。有些人则在此时于街边开始贩卖食物，比如凉面、米粉、米饭、鸡蛋、凉菜、自己卤好的牛肉、牛肚、牛筋、肥肠、鸡鸭，等等。后有商人租起门面，做起生意。到1993年左右形成了以吉庆街为中心，包括邻近的交易街、瑞祥路、大智路在内的大排档市场。
现在吉庆街的夜宵，除了吃喝，更有吹拉弹唱的艺人们助兴。可以喝酒，欣赏艺人表演，品尝武汉各种特色夜宵食物，比如鸭脖子。

## 文学
清末民初，许多诗人在三镇创作过旧体诗词，如本省籍的王柏心、陈沆、张裕钊，外省籍的张之洞、胡凤丹、刘光第、谭嗣同等。道光年间流传的《竹枝词》也广受市民欢迎。五四运动以后，新诗成为主导性的体裁，杜霜华、丽尼、甘运蘅、严文井、张光年、贺觉非等人都经常在武汉的刊物上发表诗作，抗日战争初期胡风主编的《七月》杂志迁到武汉出版，形成了七月诗派，艾青、田间等著名诗人都在汉发表过诗歌。郑思、伍禾、曾卓、绿原等诗人在共和国成立后继续活跃。1980年代以后展露头角的诗人有王家新、王新民等。
早在1875年武汉就已有专门介绍西方小说的报刊专栏，清末民初还出现了《扬子江小说报》、《汉口小说日报》等专门刊发小说的报纸。到1930年代，白话小说已深入人心，郁达夫、沈从文、凌叔华在武汉大学任教时均发表过作品，叶君健、陈荒煤在武汉开始了文学生涯。十七年文学中，梁斌的《红旗谱》是在武汉动笔，姚雪垠的《李自成》第一卷是在武汉完成。新时期成名的作家有注重描写市民生活的新写实主义作家池莉、方方，直面现实的刘醒龙，宣扬英雄主义的邓一光等人。

## 音乐舞蹈

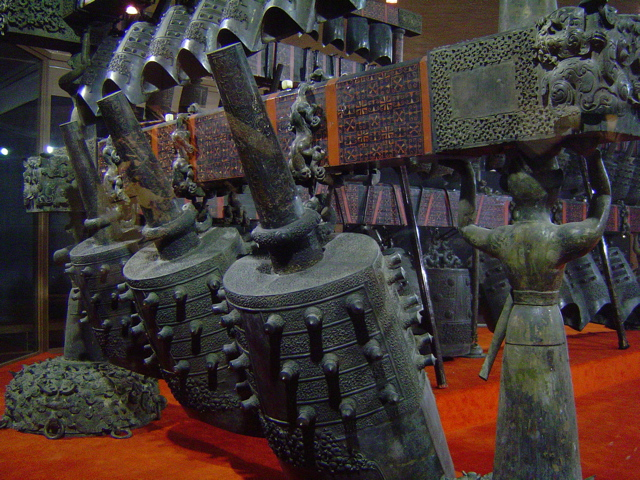
出土于随州市曾都区的战国编钟，现收藏于湖北省博物馆

武汉地区的古代音乐属于楚文化系统。西方音乐随汉口开埠而传入，但最初仅仅停留在为校歌谱曲的阶段，1905年张纯一所作《湖北学生军歌》为其滥觞。抗战早期，武汉集中了冼星海、贺绿汀、张曙等著名音乐家，出现了《热血歌》、《江汉渔歌》、《保卫大武汉》等许多创作歌曲。1950年代至1980年代中期，出现的创作歌曲有118首、民族乐曲200首、西洋乐曲300部、舞蹈48部。器乐方面，1950年代王同善所编《河南曲子联奏》融合了领奏、对奏、联奏的技法，为武汉歌舞剧院保留曲目。王义平的交响作品《貔貅舞曲》是早期较有影响的西洋管弦乐，曾多次在国外演出。1980年代，钟信民创作的交响乐《长江画页》获文化部创作奖；歌舞剧《编钟乐舞》曾获湖北省委宣传部和文化厅颁发的创作金奖，并曾赴日本演出；歌舞诗乐剧《九歌》获文化部奖励；刘健创作的《纹饰》曾获国际新音乐作曲大赛“才华奖”。1994年国庆前夕举办的第四届琴台音乐会，演员4000多人，观众突破一万人次，创了该市群众音乐活动的纪录。1990年代以后，莎莱、吴雁泽、赵钢等歌唱家活跃于武汉的音乐舞台，市里还选出由李祖平创作的《武汉之歌》作为市歌。

## 绘画
晚清时武汉地区出现了一批水墨画作品，影响不大。1920年武昌美术学校（后改为武昌艺术专科学校）成立，教授国画、水彩画和油画，1930年末成立武美艺术研究会。到1937年6月，武汉举办美展30多次，战后至1949年举办20多次。抗战初期，武汉出现的作品多为木刻和漫画，宣传抗敌思想。唐一禾、武石、杨立光等人均在抗战时期坚持创作。花鸟画家张振铎为长江画派的开创者，其创作生涯横跨大半个世纪。1957年杨之光的《雪夜送饭》是第一幅在国际美展中获金奖的作品。文革结束后，闻钧天、邓少峰、陈志宏等老画家有了新的创作高潮，张善平、陈作丁等发起成立“晴川画会”，其他会员还有汤文选、周韶华、鲁慕迅、邵声朗、冯今松等。1985年武汉美术家协会、武汉画院相继成立，1987年建立武汉美术馆。张善平的《收回英租界》、卢柏森的《巍巍大别山》被毛主席纪念堂收藏。连环画画家徐志成创作了大量历史人物画，其1984年创作的《走麦城》曾于瑞士第一届国际连环画节上获奖。1985年，汤文选的《荷塘立鹭》、魏扬的《浸月》、邵声朗的《翠湖春晓》、聂干因的《醉酒图》、汤立的《三思图》、何宗逊的《墨梅》被选入日本举办的第十八届现代水墨画精选画展并获优秀奖。1990年代在武汉成名的画家有李乃蔚、冷军、樊枫、江中潮等人。

## 雕塑

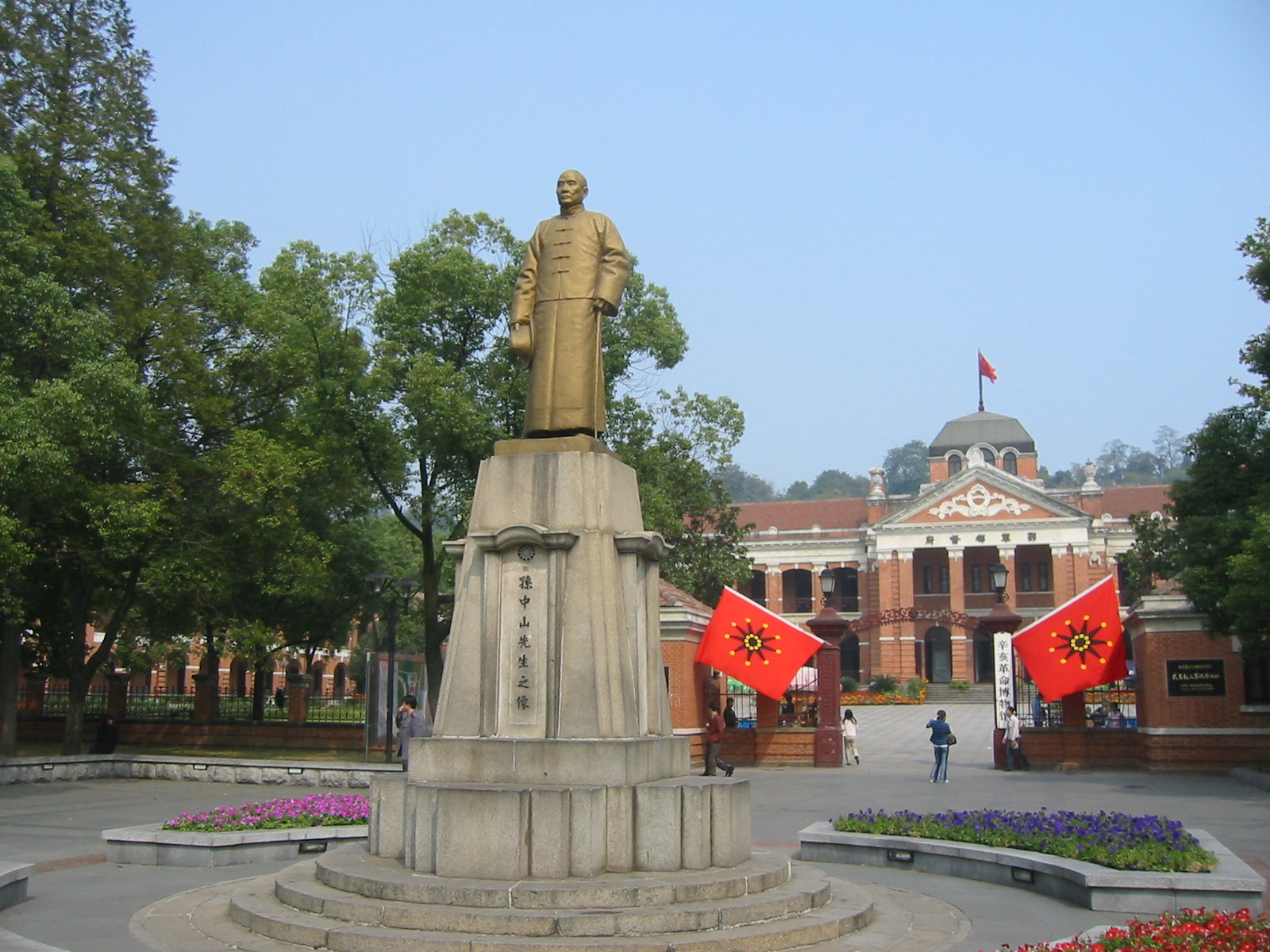
武昌起義“首义广场”的孙中山立像

清代所建归元寺罗汉堂中的罗汉，采用脱胎干漆法塑造，具有固形防腐的特点。寺内木雕也具有清代家居风格。民国时期传入了现代雕塑艺术，上海雕塑家江小鹤设计了阅马场和三民路的孙中山铜像。共和国建立后出现了大量纪念性雕塑，如屈原、鲁迅和施洋的塑像，街头园林雕塑在1980年代以后得到迅速发展，神话、成语、寓言题材的雕塑则有琴台的俞伯牙会钟子期像等。刘政德也曾在东湖风景区、武汉大学等地留下了多座寓言雕塑。浮雕方面有武汉防汛纪念碑碑身、二七纪念碑碑座上的作品。黄鹤楼公园的《九九归鹤图》是中国最大室外花岗岩浮雕。

## 戏曲曲艺
武汉文化底蕴深厚有汉剧，楚剧等富有地方特色的剧目。其中汉剧在历史上对京剧有显著影响。汉剧，鼎盛于汉口，最终与徽剧合流，诞生了国粹京剧而有"京剧之母"的美誉。

## 话剧
1911年夏，革命话剧团体进化团就曾来武汉演出。1914年郑正秋率新民新剧社来汉口演出，到1920年代早期，新剧上座率一度超过汉剧和京剧。北伐战争后李之龙曾邀请戏剧名流并亲自改编剧本。1930年代以后话剧一度衰弱，中日战争初期，武汉出现了大批宣传抗战的话剧。日本占领时期上演的主要是宣扬“东亚新秩序”的剧作和一些迎合市民趣味的商业化作品。国共内战时期，武汉的话剧活动因战争影响及美国电影的冲击一直不太活跃。1957年，以冀察热军区十三团宣传队为前身的武汉话剧院正式成立，到1980年代中期创作剧目72个，演出剧目227个，并引进不少外国剧目。1990年代话剧院迎来了繁荣期，1995年获文化部文华奖，1999年该院创作的《春夏秋冬》、《三峡魂》获中宣部五个一工程奖。2005年6月30日，武汉话剧院、武汉市儿童艺术剧院合组为武汉人民艺术剧院。